# Paratelmatoscopus plutonis
Paratelmatoscopus plutonis är en tvåvingeart som beskrevs av Quate 1965. Paratelmatoscopus plutonis ingår i släktet Paratelmatoscopus och familjen fjärilsmyggor.
Artens utbredningsområde är Filippinerna. Inga underarter finns listade i Catalogue of Life.